# 布丽塔·巴尔杜斯
布丽塔·巴尔杜斯（德語：Brita Baldus，1965年6月4日—），德国女子跳水运动员。她曾代表东德、德国参加1988年和1992年夏季奥林匹克运动会跳水比赛，其中1992年奥运会获得一枚铜牌。